# Орочі (мова)
О́роцька мова — мова орочів. Належить до південної групи тунгусо-маньчжурських мов, близька до нанайської та удегейської мови. Поширена в Хабаровському краї (Комсомольський, Совгаванський, Ульцький райони). Чисельність мовців згідно з переписом 2010 — 8 осіб. За даними 2002 року ороцькою мовою володіло 257 осіб. Первісно мова розпадалася на 3 діалекти: тумнінський, хадінський, хунгарійський. На початку 2000-х рр. було створено писемність для ороцької мови. Видано підручник.

## Ороцький алфавіт
Ороцька абетка досі не устаткувалася: в різних виданнях використовуються різні версії. Версія 2002 року:
| А а | Б б | В в | Г г | Д д | Е е | Ё ё | Ж ж |
| З з | И и | Й й | К к | Л л | М м | Н н | Ӈ ӈ |
| О о | П п | Р р | С с | Т т | У у | Ф ф | Х х |
| Ц ц | Ч ч | Ш ш | Щ щ | Ъ ъ | Ы ы | Ь ь | Э э |
| Ю ю | Я я |     |     |     |     |     |     |

В електронному підручнику «Орочи кэсэни», випущеному в Хабаровську в 2010 році, використовуються також буква К' к' і макрони для довгих голосних.